# الأغبياء
الأغبياء (بالإنجليزية: Block-Heads)‏ هو فيلم أمريكي كوميدي صدر في سنة 1938 بطولة لوريل وهاردي.

## طاقم التمثيل
- ستان لوريل
- أوليفر هاردي
- باتريشيا إليس
- مينا جومبيل
- بيلي جيلبرت
- جيمس فينلايسون
- هاري مايرز
- زيفي تيلبوري
- هاري أندرسون
- مايك بيهيجان
- باتسي موران
- جيمس سي مورتون
- كارل سلوفر
- تشيل ويلس
- تومي بوند
- إد براندينبيرج
- تيكس دريسكول

## وصلات خارجية
- الأغبياء على موقع IMDb (الإنجليزية)
- الأغبياء على موقع روتن توميتوز (الإنجليزية)
- الأغبياء على موقع نتفليكس (الإنجليزية)
- الأغبياء على موقع قاعدة بيانات الأفلام العربية
- الأغبياء على موقع ألو سيني (الفرنسية)
- الأغبياء على موقع Turner Classic Movies (الإنجليزية)
- الأغبياء على موقع أول موفي (الإنجليزية)
- الأغبياء على موقع فيلمافينيتي (الإسبانية)
- الأغبياء على موقع قاعدة بيانات الأفلام السويدية (السويدية)
- الأغبياء على موقع قاعدة بيانات الفيلم (الإنجليزية)